# Bozsi Mihály
Bozsi Mihály, eredetileg Bozsiderácz (Budapest, 1911. március 2. – Budapest, 1984. május 5.) úszó, vízilabdázó, edző.

## Sportolói pályafutása
Pékinasként 1925-ben Lágymányoson kezdett el úszni. Kezdetben hátúszásban ért el sikereket. 1926-ig a Nemzeti Sport Club-ban (NSC) nevelkedett, majd 1927–28 között a Magyar Úszó Egylet (MÚE) tagja volt. 1928-tól lett az Újpesti TE (UTE) vízilabdázója és úszója. Az Újpesttel 1930 és 1939 között sorozatban magyar bajnok lett vízilabdában. A válogatottban 1931. július 26-án debütált Franciaország ellen. Ugyanebben az évben Európa-bajnok lett. 1932-ben tagja volt az olimpiai csapatnak, de nem kapott játéklehetőséget, így nem számít bajnoknak. 1934-ben ismét Európa-bajnok lett. 1936-ban olimpiai bajnokságot nyert. 1938-ban harmadik Európa-bajnoki címét nyerte. 1933-ban Torinóban, 1935-ben (Budapest) és 1937-ben (Párizs) főiskolai világbajnokságot nyert a válogatottal. 1930–42 között 12-szeres magyar bajnok és 62-szeres válogatott volt. Úszásban és folyamúszásban országos jelentőségű eredményeket ért el. Játékosként az Egyesült Izzóban majd városi tisztviselőként dolgozott. Doktori címet szerzett és aljegyző lett.

### Sporteredményei
- vízilabdázásban
  - olimpiai bajnok (1936)
  - háromszoros Európa-bajnok (1931, 1934, 1938)
  - háromszoros főiskolai világbajnok (1933, 1935, 1937)
  - tizenkétszeres magyar bajnok (1930–1939, 1941, 1942)
  - Magyar kupa-győztes (1929, 1936)
- úszásban
  - magyar bajnok (1933: 4 × 200 m gyors)
  - ötszörös magyar csapatbajnok (1928, 1930, 1931, 1933, 1934)
  - magyar folyamúszó csapatbajnok (1935)

## Edzői pályafutása
Visszavonulása után nemzetközi játékvezető lett, majd 1947-től 1956-ig és 1962-től 1965-ig a Vasas vízilabdacsapatának vezetőedzője volt. Csapatával 1947-ben, 1949-ben és 1953-ban magyar bajnoki címet, 1962-ben magyar kupát nyert. Ezt követően versenybíróként tevékenykedett.

## Díjai, elismerései
- A MUSZ emlékverete (1961)[1]
- Mesteredző (1961)